# Západ (román)
Západ je román Karla Václava Raise, vydaný v roce 1896 časopisecky a v roce 1899 knižně.
Román ukazuje „západ“ – konec – života dvaadevadesátiletého vesnického faráře Kalouse s jeho názory, hodnocením prožitého života i smířením se s blížícím se a neodvratným koncem. Je  sondou do posledních okamžiků života muže mravně pevných zásad, který postupně ztrácí své blízké a věkem umírající přátele, aby čelil osamocení, v němž se přesto snaží najít kousky radosti z obyčejných a prostých věcí a mezilidských vztahů.

## Děj
Děj románu zasazeného do odlehlého a chudého horského kraje Železných hor začíná začátkem podzimu na pohřbu faráře, na kterém nás autor seznamuje se všemi hlavními postavami majícími vztah k faráři Kalousovi: páterem Letošníkem – kaplanem na studenecké faře a pomocníkem faráře Kalouse, Pondělíčkem – řídícím a učitelem vesnické školy ve Studenci, Kristýnkou – sestrou faráře Kalouse a zároveň jeho hospodyní na faře, kostelníkem Vejpalkou, farářem Čečetkou z fary v sousední vesničce Přílepy a dalšími staršími i mladšími obyvateli Studence a vesniček k němu náležejících.
Farář Kalous má dvě velké starosti a přání, kterých se chce dožít: aby jej jako mrtvého odnášeli z fary a ne odněkud z výminku z chalupy, a aby mu pánbůh dopřál dost sil a zdatného pomocníka na faře ve Studenci, kam by příští rok mohl jako farář nastoupit jeho synovec a nyní poslední rok studující bohoslovec Prokůpek. O těchto jeho přáních vědí všichni jeho blízcí přátelé.
První vážnou trhlinu do farářových přání způsobí dopis, jenž obdrží kaplan Letošník od své nemocné matky, která potřebuje jeho pomoci. Páter Letošník je nucen opustit faru ve Studenci, čímž zároveň přináší velký smutek Kalousovi, jenž jeho důvody chápe a sám jej pobízí, aby si zajistil co nejlepší místo někde „dole v kraji“. Smutný Kalous využívá svých zbývajících sil a slouží sám mše ve farním kostele. Když páter Letošník odjíždí, přijde se s ním rozloučit celá vesnice.
Krátce na to se do fary přistěhuje nový kaplan, pomocník, páter Voříšek. Kalous k němu přistupuje zpočátku s nedůvěrou a hlavně jej provází strach, že páter dostal místo v horách za trest či z jiného podobného důvodu, a tak bude chtít brzy studeneckou faru opustit. Páter Voříšek se sice ukázal jako zvláštní podivín, ale páter Kalous si jej velmi brzy oblíbil, protože se uměl dobře postarat o hospodářství spojené s farou, jako duchovní pastýř se svědomitě a pečlivě staral o věřící a tím velmi starému faráři v práci pomáhal a navíc k radosti všech vyřezával a konstruoval mechanický betlém, jenž před Vánoci spustil. Stáří a postupující tělesná sešlost se však začaly v době vánoční na Kalousovi podepisovat tak, že přestal zpívat každodenní nábožné písně, jimiž zpestřoval pravidelné modlitby.
Přesto Kalous nedokáže odmítnout přání, s nímž se v tu dobu na něj obrátí jeho věřící, aby zaopatřil umírající starou příkladnou a velice chudou křesťanku zvanou mastná Ančka. Kalous podnikne poslední výjezd zimní krajinou na saních do sousední vesnice, kde je srdečně přivítán a s vypětím svých sil vykoná všechny požadované úkony. Návrat z cesty na faru mu však přinese smutek. Jeho sestra a hospodyně Kristýnka mezitím spadne ze schodů, a přestože se pouze potluče, je na ní vidět, že ačkoli je o deset let mladší než farář, věk a sešlost stářím se na ní již velmi podepsaly. Protože je upoutána na lůžko, pozve farář Kalous jako hospodyni do fary její dceru Rézi, která nabídku přijme. Ještě jeden následek má jeho zaopatřovací pouť, vrátí se mu revmatismus, takže je nucen více ležet a omezit bolestivý pohyb.
Nová hospodyně se na faře dobře zabydluje, ale Kalous ji stále srovnává se svojí sestrou, k níž za dlouhá léta velmi přivykl. Když už se zdá, že je se změnou hospodyně smířen, umírá v noci jeho milovaná sestra Kristýnka. Citlivý farář není schopen tento krok unést a schvácen mrtvicí také upadá do bezvědomí. Asi po dvou týdnech začíná s pomocí blízkých přátel pomalu přicházet k sobě a začíná si uvědomovat svoji osamělost na světě, kde jej opustila poslední blízká osoba z rodiny. S končící zimou a přicházejícím jarem se zlepšuje jeho stav a je schopen postupně provádět jednoduché úkony kromě ležení v posteli: sedá na židli u okna, chodí sedat před faru na lavičku a jednou se dokonce vydá na hřbitov ke kostelu, aby se poprvé podíval na hrob své sestry i dalších známých ze vsi, kteří opustili v době jeho nemoci svět.
Velkou radost mu udělá příjezd jeho synovce Prokůpka, který by po něm měl převzít faru. Tráví spolu dlouhé chvíle, při nichž však Kalous zjistí, že Prokůpek, poznamenaný vážnou nemocí, jež mu znemožnila přijet již v období Vánoc, není fyzicky schopný zvládnout náročnou službu na horské faře. Radost ze setkání tedy postupně ztrácí společně s nadějí, že právě Prokůpek jej vystřídá na zdejší faře. Je to pro starce velice těžká rána.
Po Prokůpkově odjezdu tráví dlouhé hodiny sám v přemýšlení a rozhodne se, že pozve na návštěvu svého přítele pátera Letošníka a nikomu jinému nic neřekne, když zažádá s jeho pomocí o důchod. Důchod je mu samozřejmě přiznaný, což ovšem znamená stěhování z fary, na kterou si za dvaapadesát let kněžské služby tam velice zvykl. Dlouho hledá místo, kam se na důchod odebere, až nakonec přijme nabídku strávit konec života na faře v sousedních Přílepech. V den stěhování se s ním přijde rozloučit celá vesnice Studenec i mnoho lidí z vesnic okolních. Páter Kalous se s nimi loučí, při nasedání do vozu však upadne do bezvědomí, odnesou jej zpět na faru, kde krátce přijde k sobě a šťasten, že je na své faře umírá. Tím se mu plní aspoň jedno z jeho velkých přání, jako mrtvého jej odnáší z fary a ne z chalupy.

## Hodnocení díla
Autor proložil děj podrobnými a věrnými popisy běžného každodenního vesnického života v horské vesnici od brzkého rána do velmi pozdního večera, od podzimu do počátku léta a to jak v chaloupkách chudých tkalců, tak i drobných rolníků i majetných sedláků. Neopomněl zmínit všechny důležité církevní svátky, kolem kterých se točil veškerý společenský život vesnice té doby. Společně s popisem života jsou zmíněny i starosti a radosti obyčejných vesnických lidí, na které si v té době nikdo ve velkých městech nevzpomene. Nechybí ani zmínka o sousedské pomoci, nezbytné v tomto drsném kraji, o lidské vděčnosti a dobrosrdečnosti vrcholící v životním postoji hlavní postavy tvrdící, že zde je třeba hlavně sloužit a sloužit, hodně chválit a děkovat a vůbec nehubovat.
V knize je též popsán rodinný život a běžné starosti početné rodiny v horském kraji, kde se rodiče snaží dopřát, v rámci svých možností, dětem co nejlepší vzdělání a start do života, aby mohli opustit chudý kraj a mohli se usadit někde ve městě, kde je lehčí práce a více prostředků na živobytí. Konkrétně na rodině řídícího Pondělíčka je ukázáno, jak nejstarší chlapec je poslán na studie do města, ale nejsou peníze na podporu dalších dětí na studiích, takže mladší chlapec, přestože nemá zdraví ani fyzické předpoklady, je nucen pouze se jít učit řemeslo dolů do kraje, což je levnější, ale nenabízí to takové možnosti pozdějšího dobrého života. Rodinná soudržnost a dělba práce v této rodině jsou krásnou ukázkou vzájemné úcty a lásky v rodinných vztazích.

## Online dostupné dílo
- RAIS, Karel Václav. Západ : pohorský obraz. 5. vyd. Praha: Unie, 1918. 372 s. Dostupné online.